# Sefikaning (Berg)
Der Sefikaning ist ein Berg im Distrikt Berea in Lesotho.

## Lage und Umgebung
Der Sefikaning ist 2103 m hoch. Er erhebt sich zusammen mit dem südwestlich benachbarten Sefikeng (2227 m) im Westen von Lesotho. Am Ostfuß des Berges liegt die Kommune Motanasela.